# Pestrý týden
Pestrý týden était un magazine tchécoslovaque qui a paru pendant la Première République et la Deuxième République tchécoslovaques, puis le  protectorat de Bohême-Moravie, soit de 1926 à 1945. Imprimé par Václav Neubert (cs), il publia des photo-reporters tels que Karel Hájek, Václav Jírů ou Ladislav Sitenský. En moins de 20 ans d'existence, on lui doit 963 numéros.

## Histoire

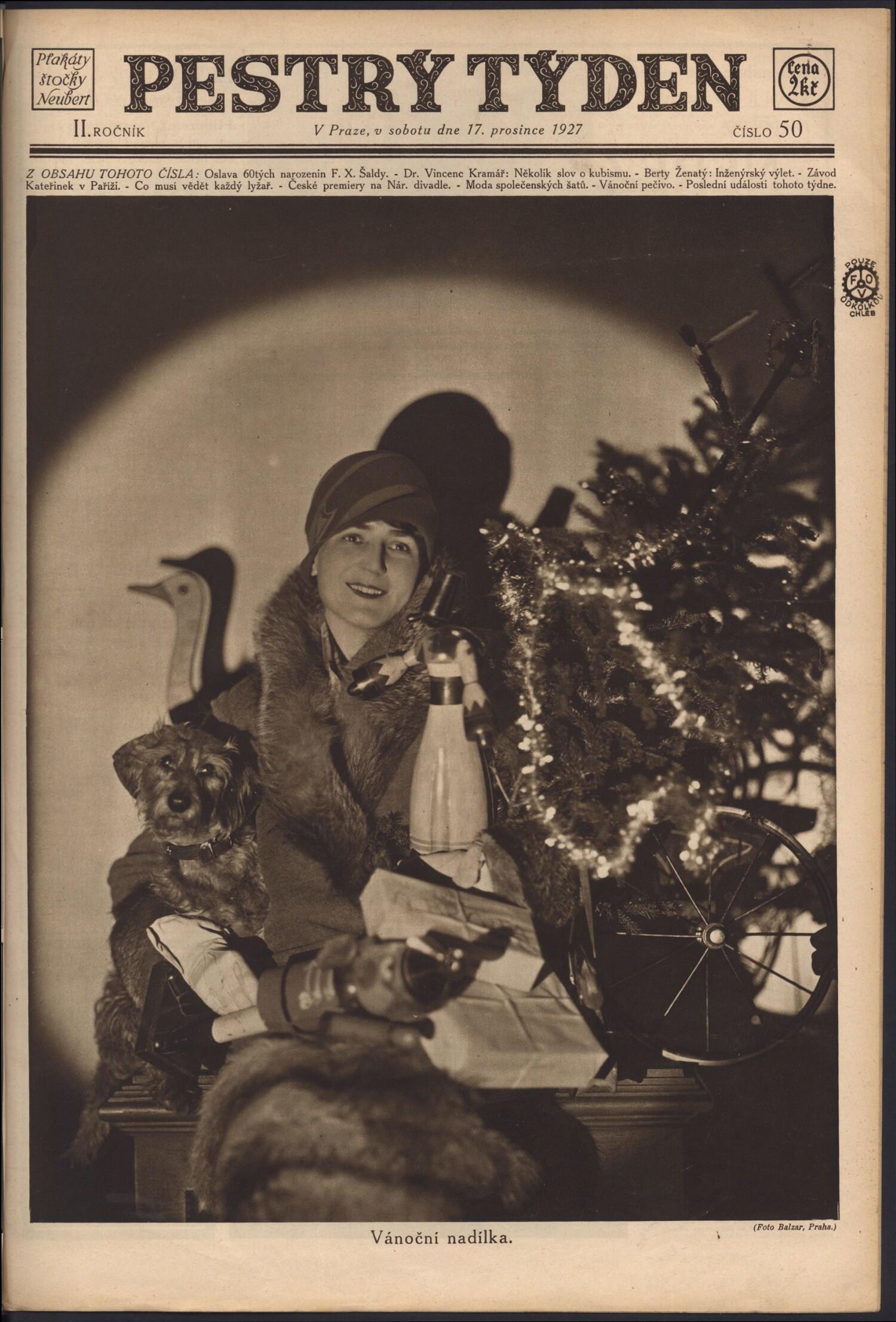
Couverture de Noël 1927

Il fut initié et géré par Václav Neubert (cs) jusqu'en 1945. Au début, autour de lui, il y avait Milena Jesenská, Vratislav Hugo Brunner (cs) et Adolf Hoffmeister, fondateur du mouvement Devětsil, qui souhaitèrent en faire une revue intellectuelle. Mais à la fin des années 1920, Jaromír John (cs) prit la tête du périodique pour en faire un magazine graphique et familial pour les classes moyennes. Il connut un véritable succès, alors que pendant cette Première République tchécoslovaque, il y avait une floraison de titres : Pražský ilustrovaný zpravodaj (cs), Světozor (en), Ahoj (časopis) (cs), Eva (časopis) (cs), Hvězda československých paní a dívek (cs), List paní a dívek (cs), Letem světem, et Světový zdroj zábavy
Pendant les années 1938 et 1939, il était au sommet de sa qualité, étant peut-être l'un des meilleurs magazines au monde
Pendant le protectorat de Bohême-Moravie, Pestrý týden devint une émanation de Radost ze života (cs), mais Václav Neubert (cs) put publier quelques sujets qui n'avaient pas été imposés.

## Galerie
Photos et publicités parues dans Pestrý týden

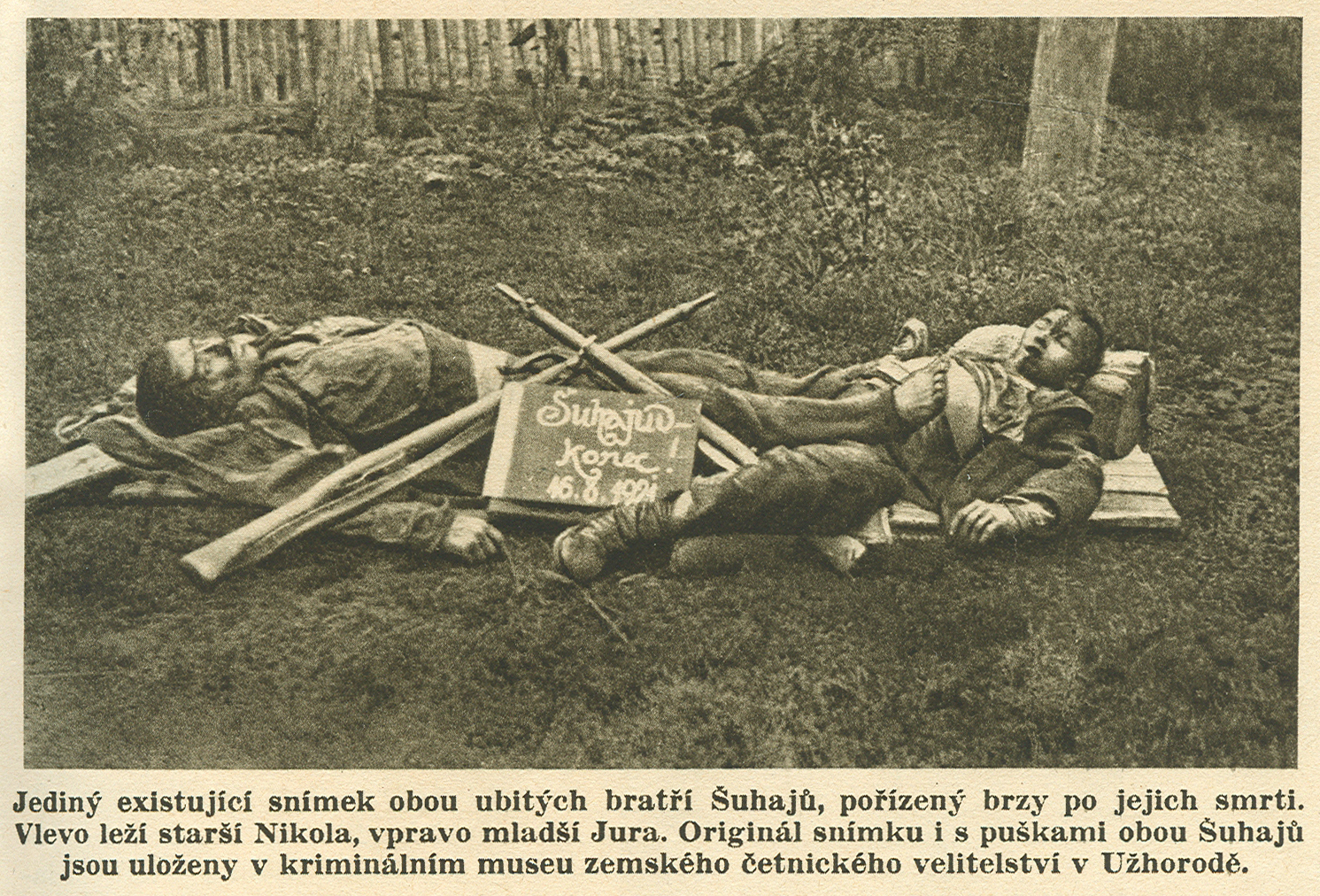
Les frères Šuhaj
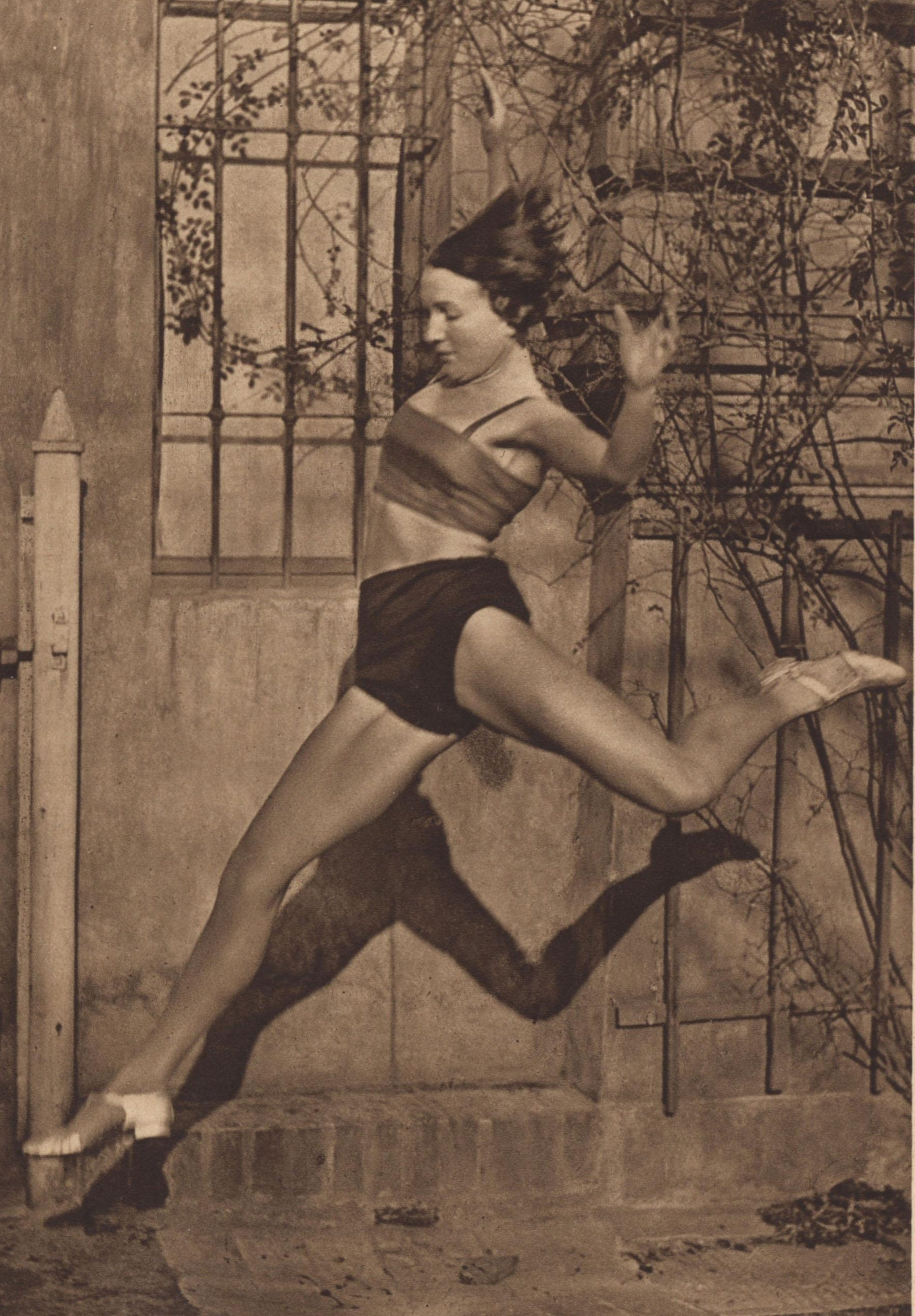
Milča Mayerová (cs), 1926
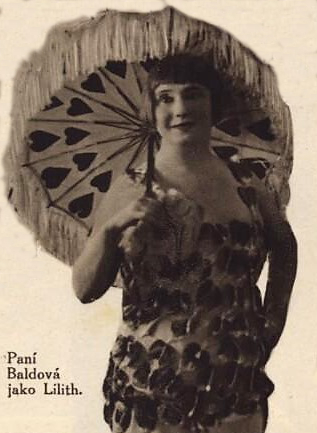
Zdeňka Baldová, 1927
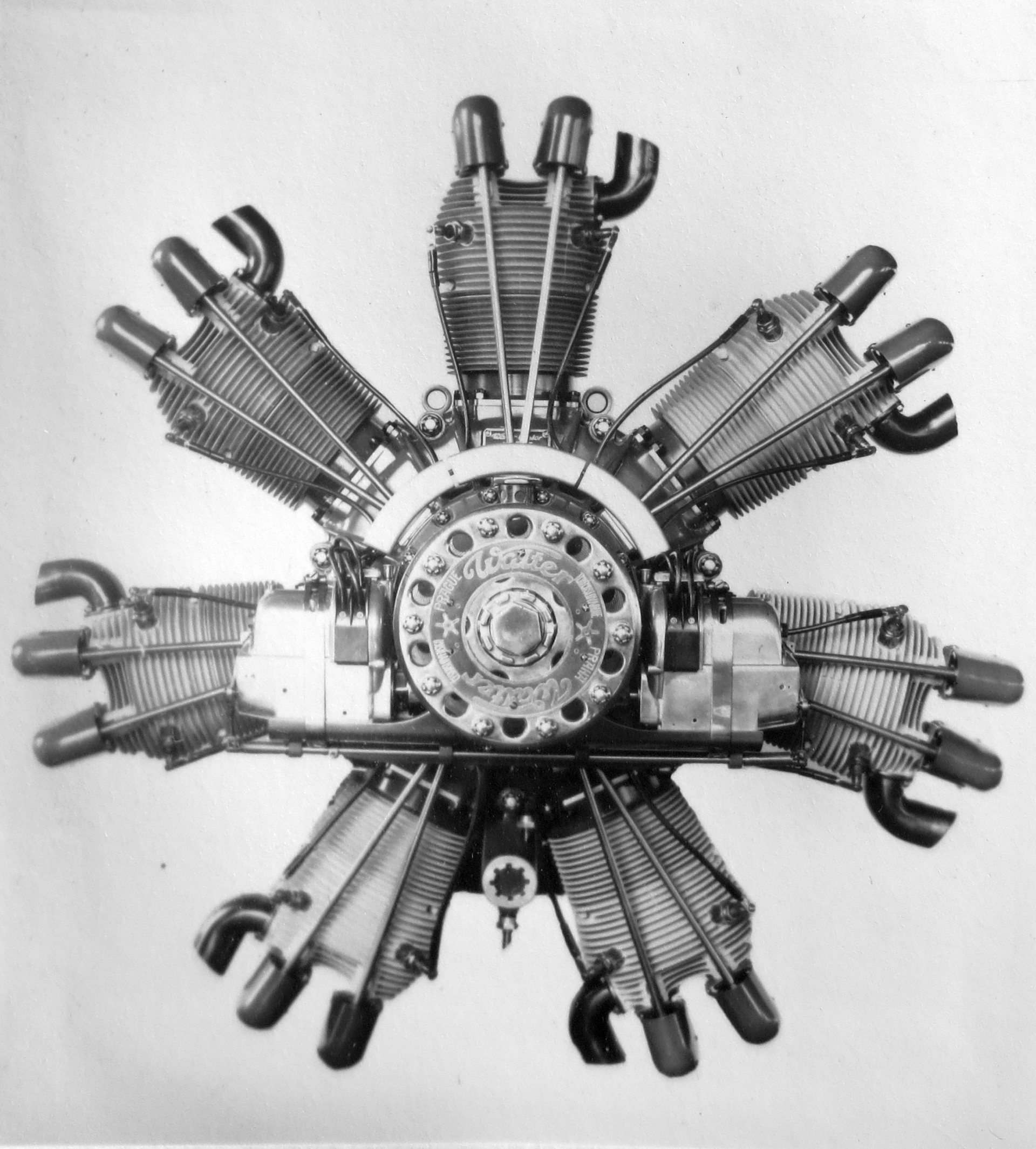
Walter Castor, 1928, un moteur de 7 cylindres pour un avion
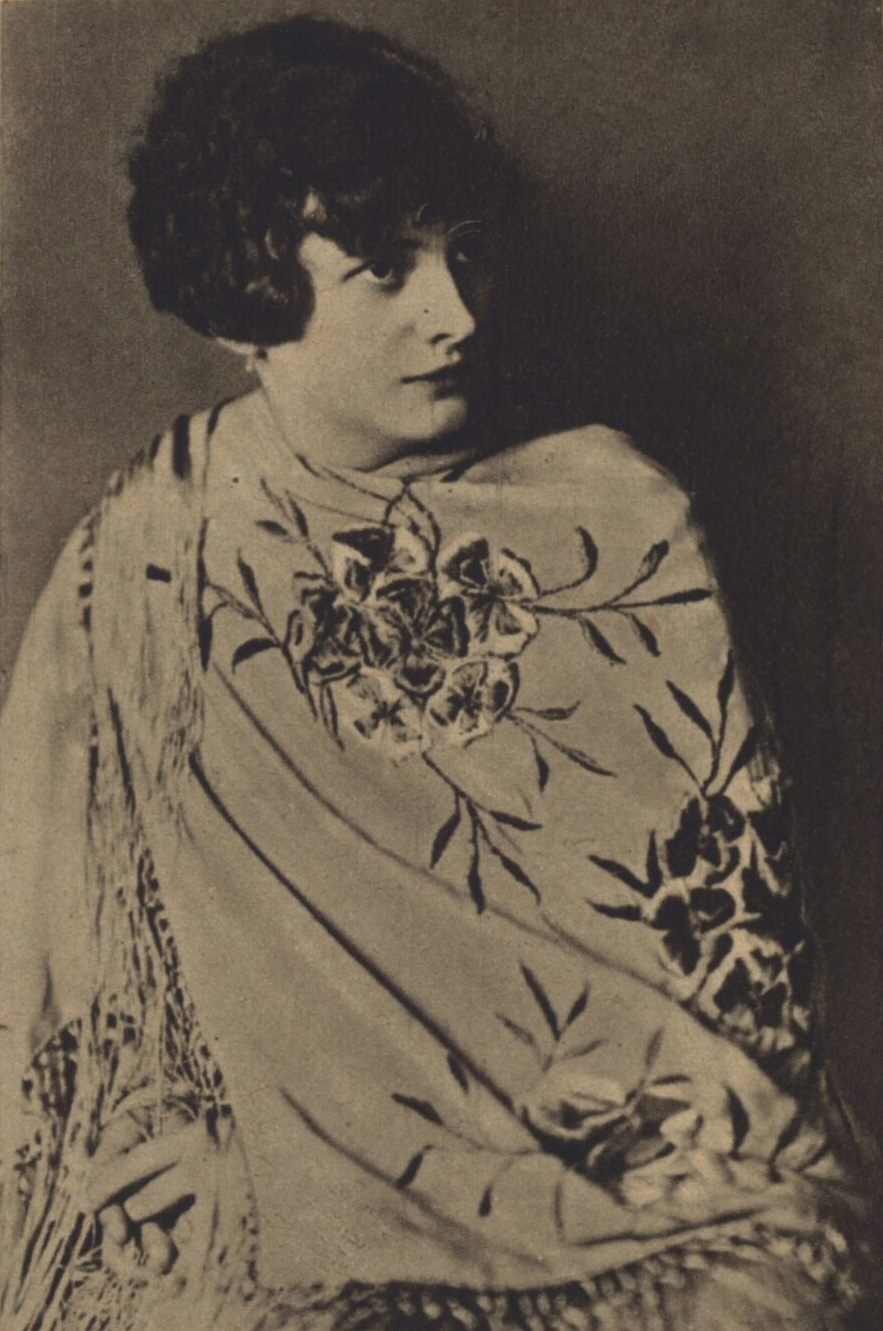
Věra Řepková (cs)
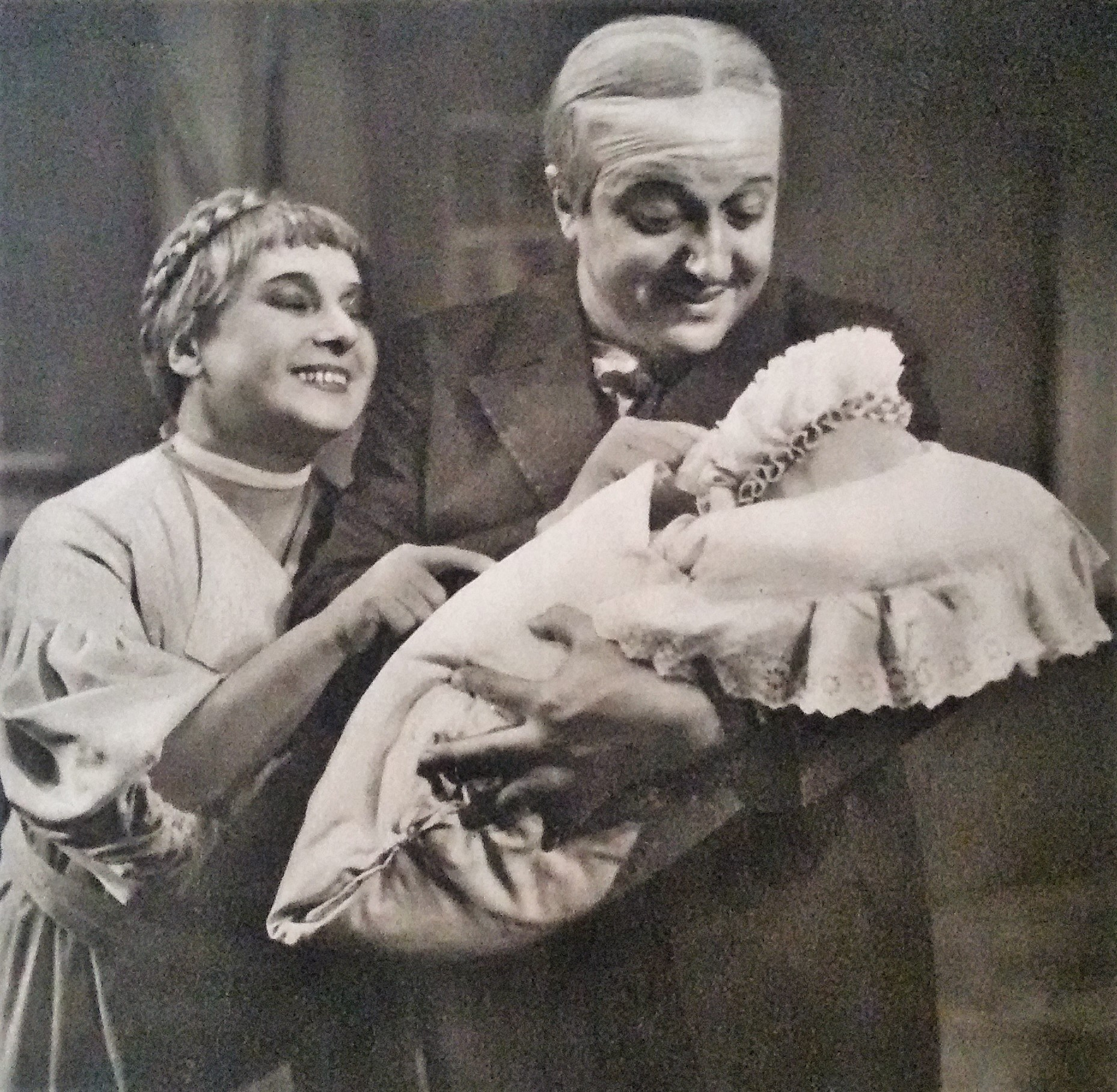
Zdeňka Baldová et Hugo Haas,
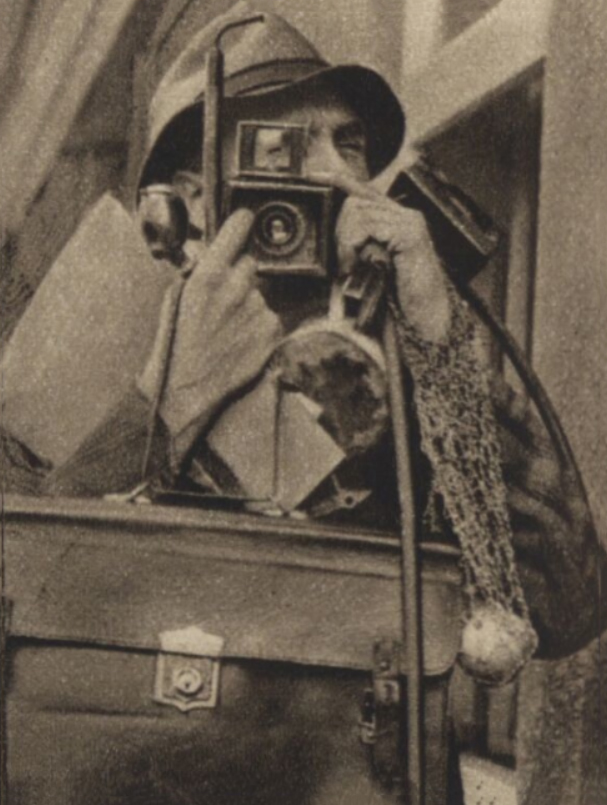
Přemysl Koblic photographiant avec un appareil miniature en 1943
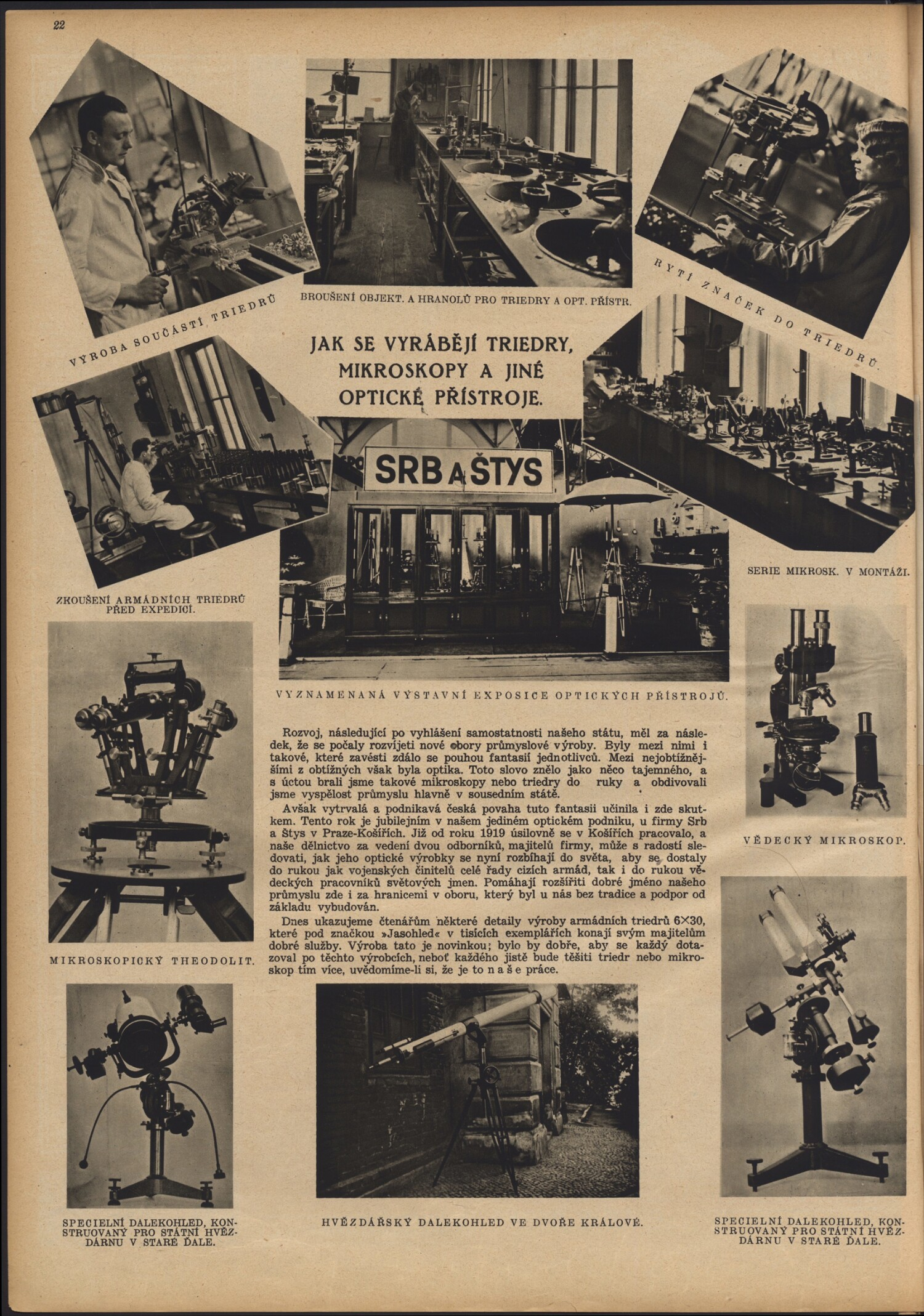
Srb a Štys (cs), fabricant de mécaniques et d'optiques de précision

Publicités pour Tatra

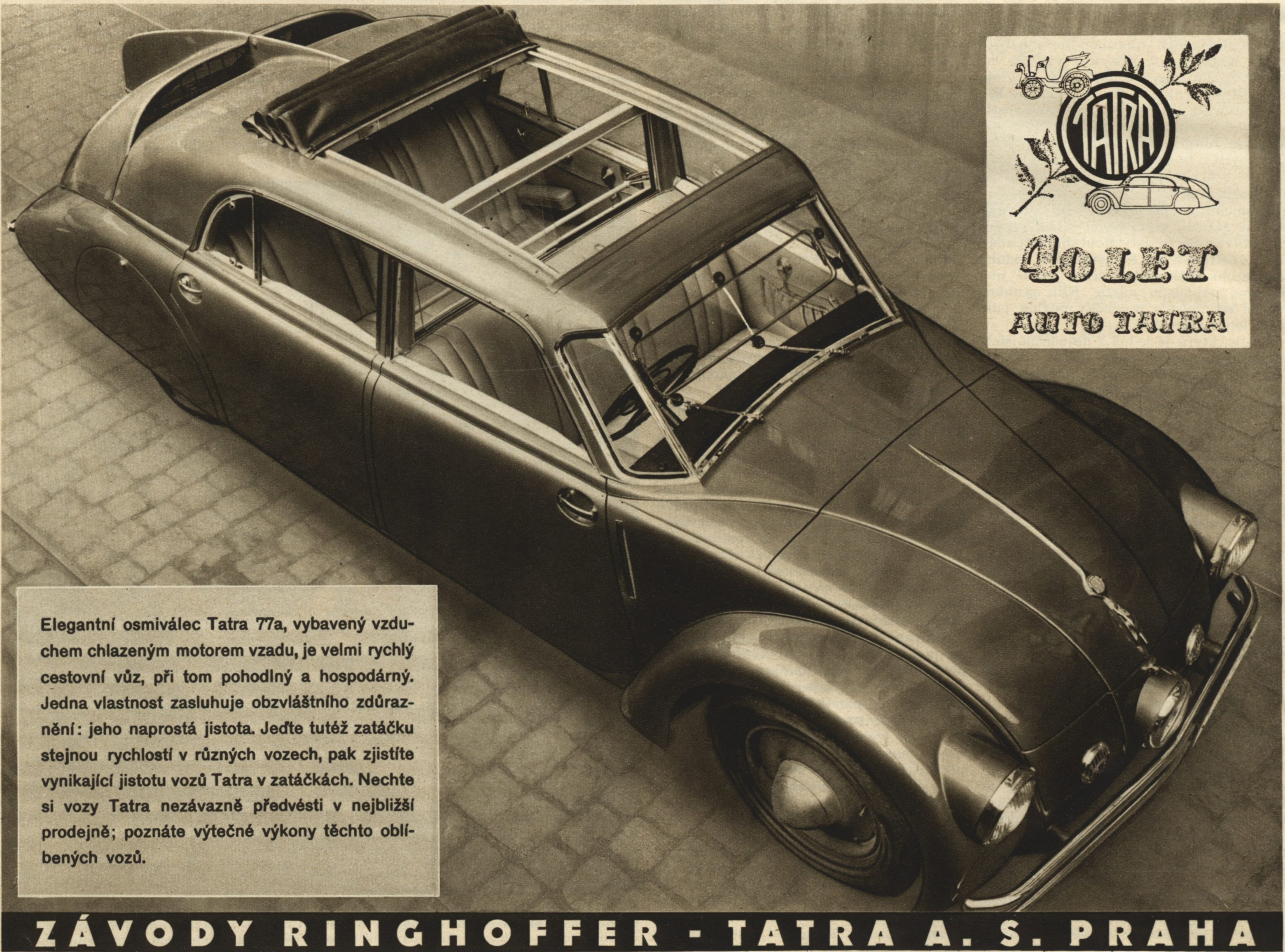
1937
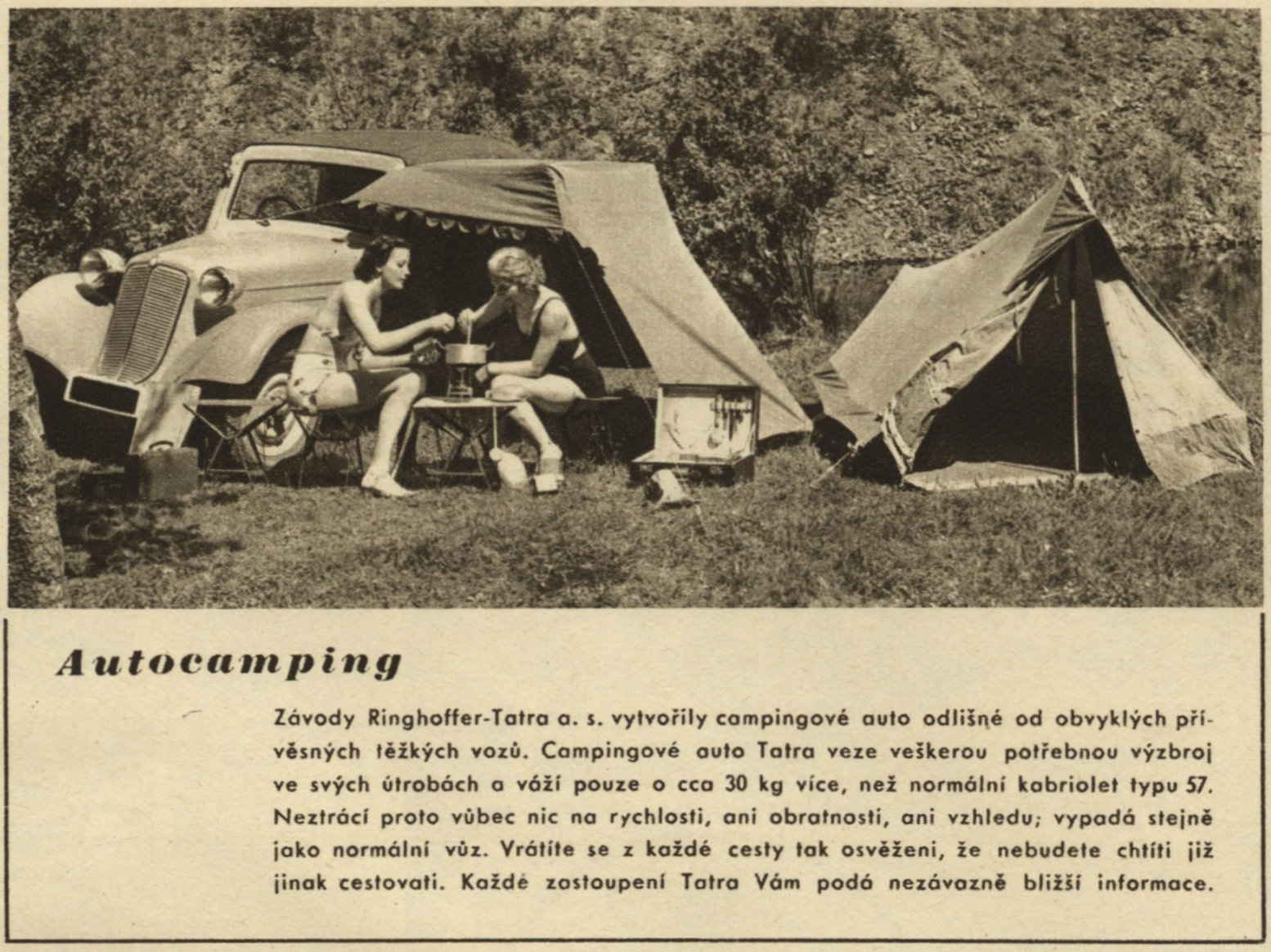
1937
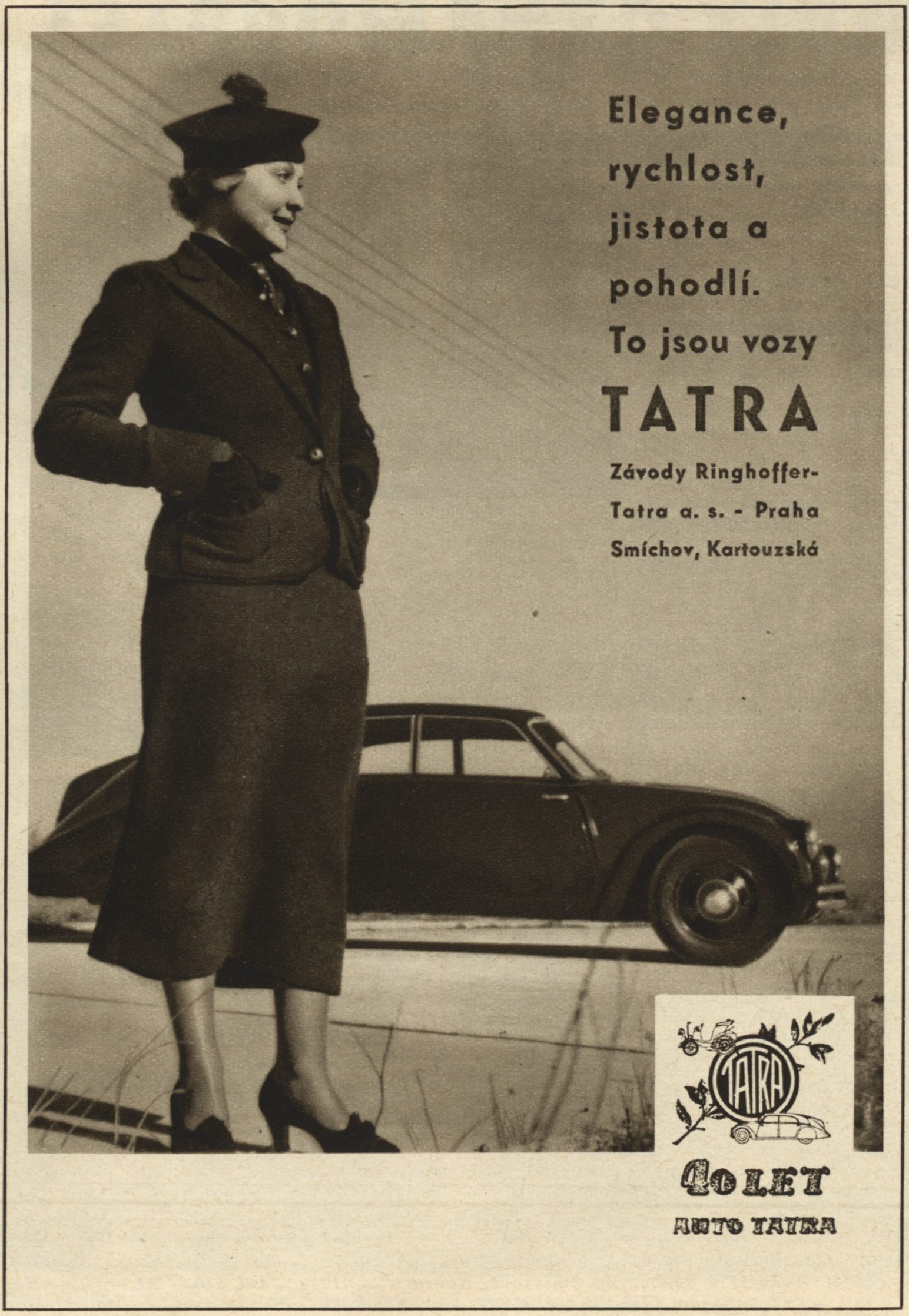
1937
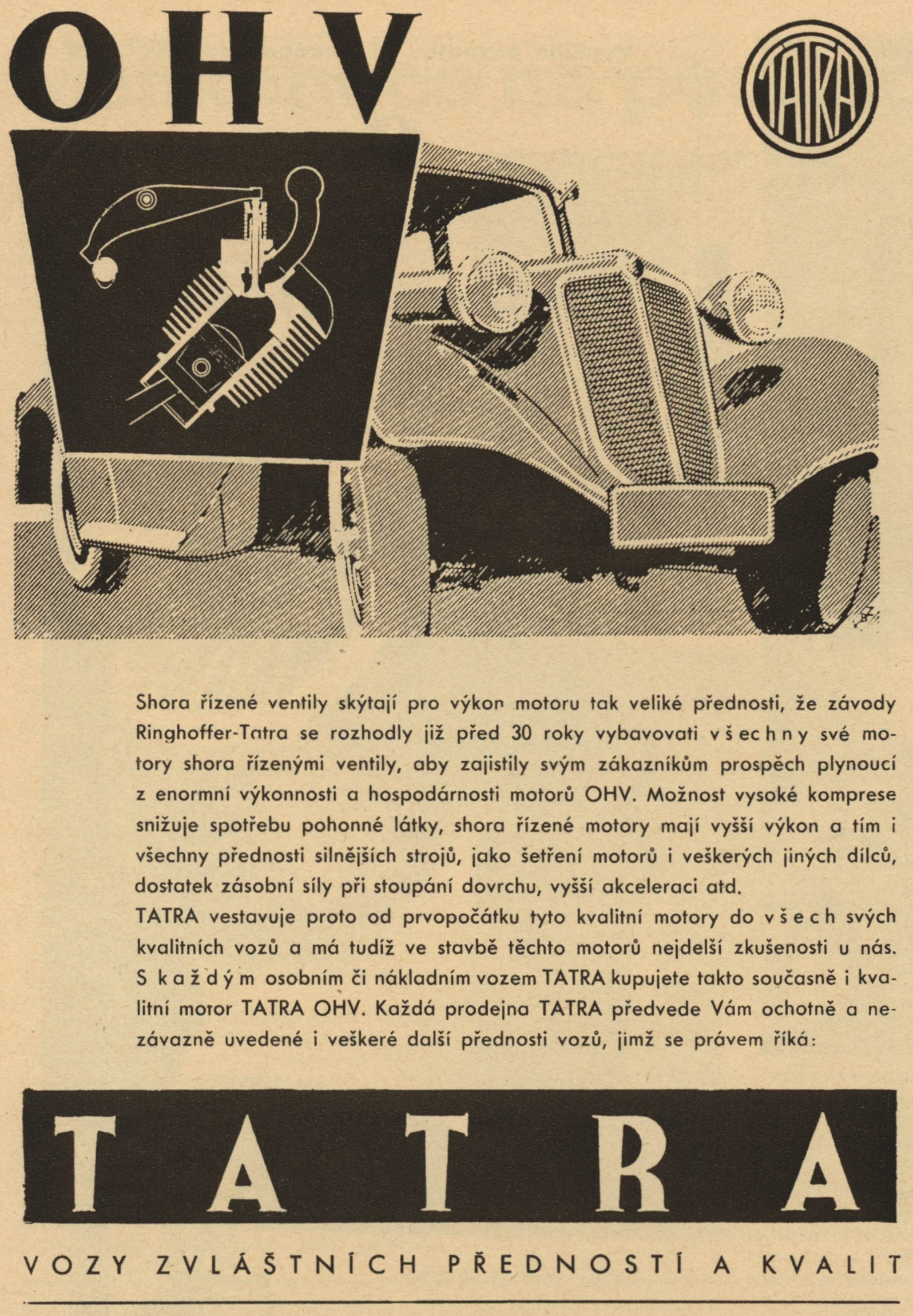
1938
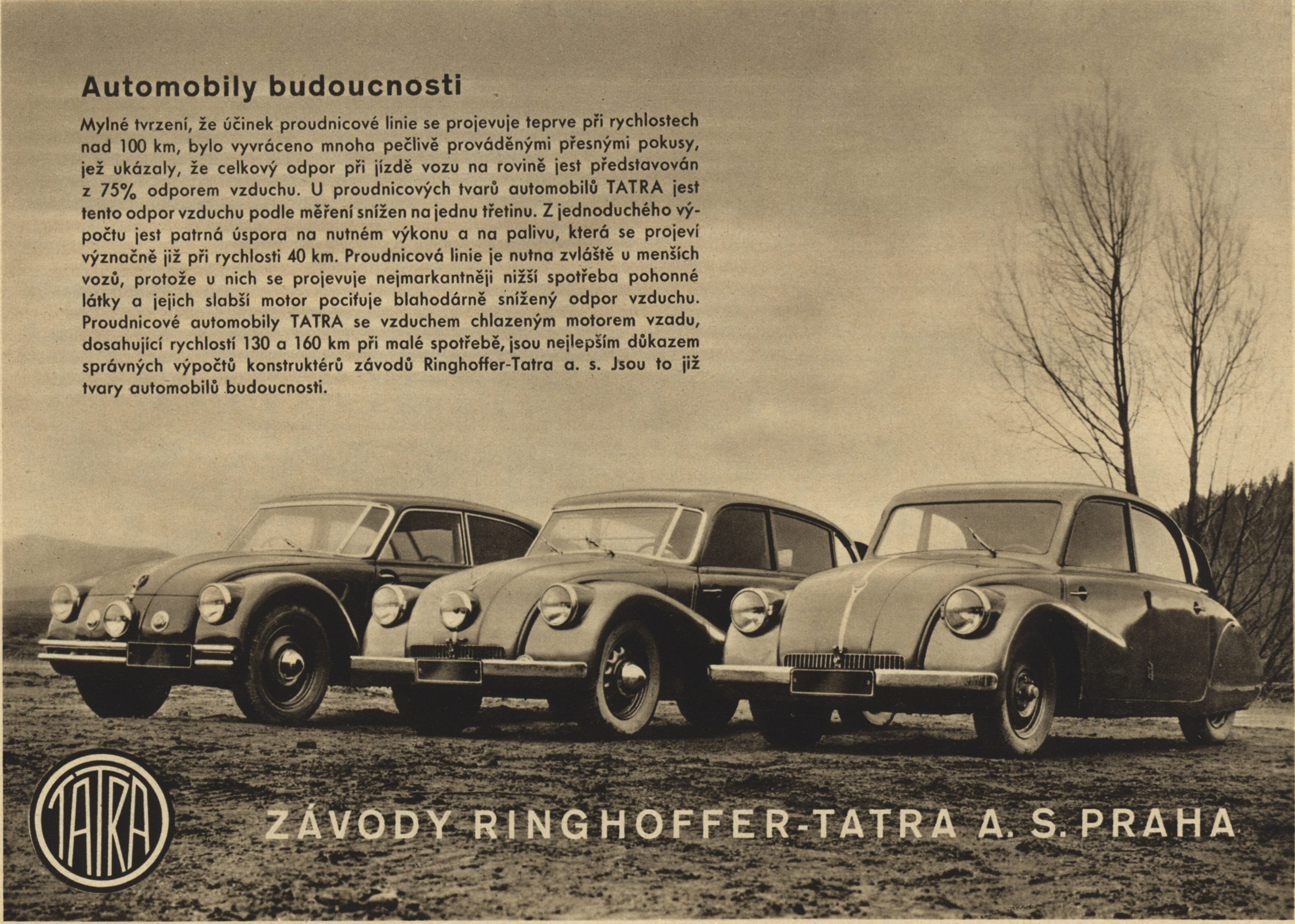
1938

Publicités pour Brouk a Babka (cs) (un grand magasin pragois) 

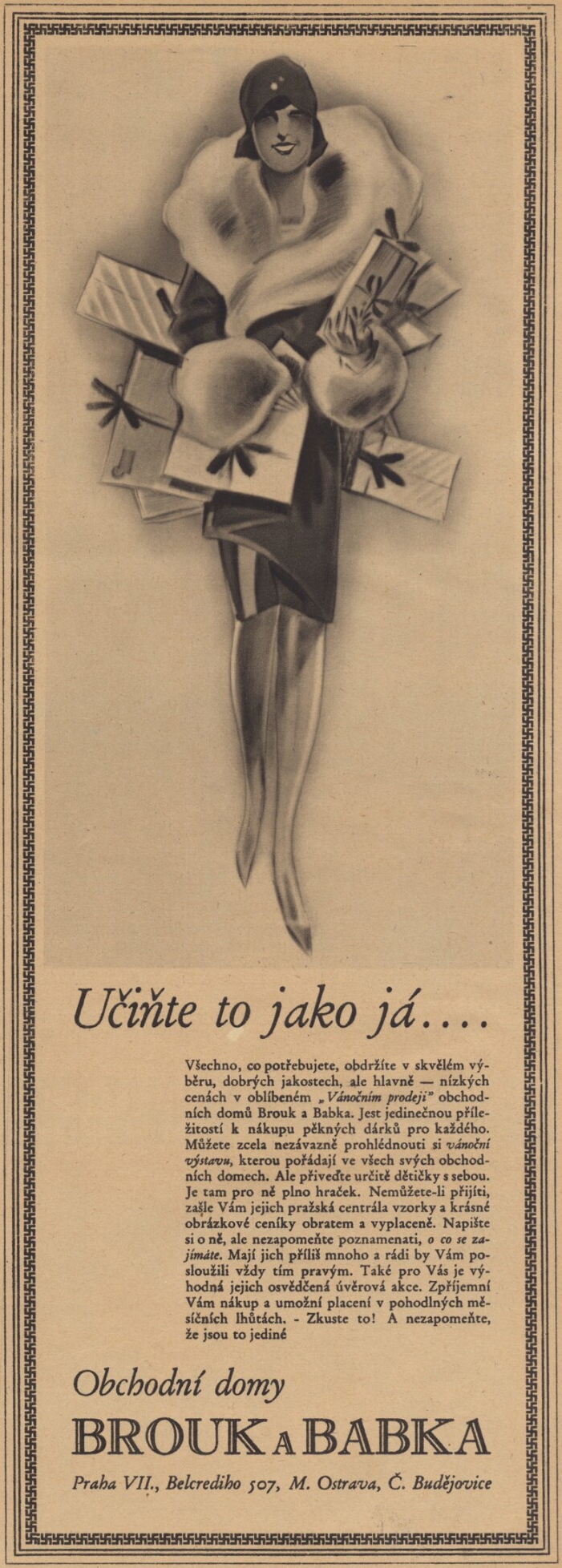
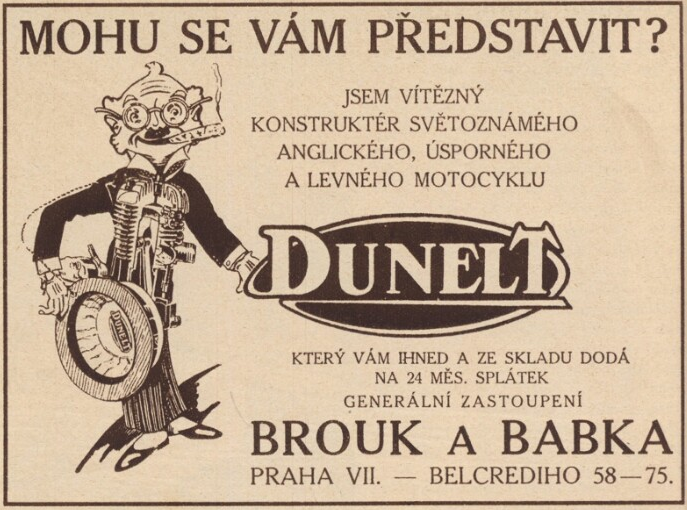

## Contributeurs
- Pavel Altschul
- Erich Auerbach
- Jaroslav Balzar
- Emil Ladislav Berka
- Karel Čapek
- Karel Drbohlav
- František Drtikol
- Josef Ehm
- Jaroslav Fabinger
- Emil Fafek
- Jaromír Funke
- Alexander Hackenschmied
- Karel Hájek
- Miroslav Hák
- Josef Hanka
- Tibor Honty
- Václav Chochola
- František Illek
- Jiří Jeníček
- Staša Jílovská
- Václav Jírů
- Přemysl Koblic
- Fred Kramer
- Jan Langhans
- Karel Ludwig
- Jan Lukas
- Jindřich Marco
- Alexandr Paul
- Karel Plicka
- Jan Posselt
- Jaroslav Rössler
- Ladislav Sitenský
- Jan Václav Staněk
- Oldřich Straka
- Willi Ströminger
- Josef Sudek
- Bohumil Šťastný
- Zdeněk Tmej
- Jindřich Vaněk
- Eugen Wiškovský